# Schillingsfürst
Schillingsfürst è una città tedesca situata nel land della Baviera. È situato 12 km a sud-est di Rothenburg ob der Tauber, e 23 km ad ovest di Ansbach, capoluogo del distretto governativo della Media Franconia.